# Takesada Matsutani
 (février 2019).
Takesada Matsutani (松谷 武判, Matsutani Takesada) est un artiste japonais du XXe siècle, né à Osaka en 1937. Il est actif en France à partir de 1966. Ses œuvres sont représentées dans de nombreuses collections publiques et privées au Japon, en Europe et aux États-Unis.

## Biographie
Takesada Matsutani est un artiste abstrait, peintre, graveur et créateur d'installations. Il effectue aussi régulièrement des performances.
Il entre en 1954 dans la classe de peinture traditionnelle de l'École municipale des Arts et métiers d'Osaka (Ōsaka Shiritsu Kogei Gakkō). Mais une tuberculose contractée en 1951 le contraint à de fréquentes absences et le décide à étudier la peinture japonaise (Nihonga) en autodidacte. Il découvre par ailleurs l'art contemporain occidental au fil de ses lectures. Matsutani ne sera complètement guéri de la tuberculose qu'en 1959. C'est au cours de ses périodes d'alitement que l'artiste aurait développé un intérêt pour le rendu de la texture, dans des exercices graphiques proches des frottages surréalistes, inspirés par les images qui hantent la surface du plafond de sa chambre.
Matsutani présente pour la première fois son travail en public à l'occasion de la huitième Exposition d'art de la ville de Nishinomiya, en juin 1957, et y attire l'attention d'un juge de la section de Nihonga, le peintre Shōsaku Arao, qui lui offre de devenir son professeur. Cet artiste, fidèle à la tradition tout en se montrant ouvert à l'art occidental, en particulier à l'abstraction et au cubisme, a une influence déterminante sur son élève. Durant ses quelques années d'apprentissage, Matsutani conçoit et expose aussi bien des œuvres à l'occidentale, de type cubiste ou surréaliste, que de Nihonga. Arao obtient pour son élève des postes d'enseignant au sein d'ateliers de peinture pour enfants.
À partir de 1959, il fréquente l'atelier de dessin de l'école d'art des citoyens de Nishinomiya et y rencontre Sadamasa Motonaga (1922-2011), l'un des membres du groupe Gutai. Matsutani n'a alors encore jamais vu d'exposition du groupe, mais a entendu parler de ses activités "scandaleuses" dans la presse. Devenu l'ami et le disciple de Motonaga, Matsutani participe aux expositions du groupe à partir de 1960. Jirō Yoshihara, le fondateur et mentor du groupe n'est pas immédiatement impressionné par les travaux de Matsutani, mais accepte finalement le jeune artiste dans l'association en 1963, à l'occasion de sa première exposition personnelle à la Pinacothèque Gutai, à Osaka. Matsutani participe dès lors à toutes les expositions collectives du groupe jusqu'à la dissolution de celui-ci en 1972.
En 1966, Matsutani remporte le prix de l'Institut franco-japonais de Tokyo, organisé avec le journal Mainichi et le musée municipal d'art de Kyoto. Ce prix consiste en une bourse de six mois d'études en France allouée par le gouvernement français. Arrivé en Europe, Matsutani ressent un véritable choc culturel et décide de voyager en Grèce, en Italie et dans le sud de la France, sur les traces de l'histoire de l'art occidental, avant de se poser à Paris, où il s'installe définitivement à la fin des années 1960, tout en continuant à faire de fréquents séjours dans son pays natal.
En 2002, la ville de Nishinomiya, où Matsutani a passé une partie de son enfance, a remis à l'artiste son Prix culturel.

## Style et influences
Formé à la peinture Nihonga, Matsutani s'éloigne de celle-ci au fur et à mesure que son travail devient plus abstrait. Il commence à expérimenter avec la matière au début des années 1960. La colle vinylique devient son matériau privilégié, étalée sur de la toile de coton (choisie en raison de son faible coût), et éventuellement mêlée à une huile utilisée dans les travaux de bâtiment. Matsutani couvre ses toiles de formes circulaires, de bulles de colle (dont certaines éclatent), qu'il crée en insufflant de l'air à l'intérieur de la matière à l'aide d'une paille et qu'il fait ensuite sécher. Matsutani puise une partie de son inspiration dans les formes organiques présentes dans des échantillons de sang observés au microscope dans le laboratoire d'un ami. Une grande sensualité, un érotisme latent s'exprime également dans ces œuvres.
Les premiers travaux parisiens de Matsutani, pour la plupart des petits formats très colorés, montrent une parenté avec les recherches contemporaines du Hard-Edge. En 1967, Matsutani intègre l'Atelier 17, un atelier de gravure dirigé par Stanley William Hayter, dont il devient l'assistant. Il y rencontre sa future épouse, l'artiste américaine Kate Van Houten. Malgré la prédilection de Hayter pour la couleur, Matsutani a surtout à l'atelier la révélation de la potentialité et de l’évidence du noir, déjà ressenties lors de son approche des techniques traditionnelles japonaises. Le noir et blanc, qu'il estime caractéristiques de la culture japonaise, dominent dès lors son œuvre. Après ses années de travail à l’Atelier 17, Matsutani s’intéresse de près à la pratique de la sérigraphie et partage un atelier à Montparnasse avec Kate Van Houten. Une grande partie de son travail consiste alors à photographier ses Objets de toile et de colle en relief et à reporter ces images dans les deux dimensions de la sérigraphie. Il travaille également pour d'autres artistes, notamment Kumi Sugai.
À la fin des années 1970, Matsutani recommence à favoriser le travail dans les trois dimensions et associe la colle à la mine de plomb. Recouvrant patiemment ses surfaces de minutieux coups de crayon graphite obliques ou entrecroisés, l'artiste s’interroge sur l’espace et le temps, l’immobilité et le mouvement, sans se détourner de préoccupations plus formelles. Tout en restant la plupart du temps fidèle au strict cadre des deux dimensions, il donne vie à la matière du tableau, grâce à la colle vinylique qu’il fait gonfler ou laisse couler, intervenant parfois, mais ouvrant le plus souvent la porte aux effets du hasard. Les tableaux sont délivrés de leur caractère pictural et les œuvres sont toujours d'une grande sensualité, et aussi d'une tactilité peu commune.
À partir de 1979, Matsutani conçoit régulièrement des installations, qui développent dans l'espace ses préoccupations formelles. L'artiste recouvre de longues bandes de papier de traits de crayon graphite, ne brisant ce rythme régulier qu'à l'extrémité de la surface, avec la coopération du white spirit. D'autres fois, de l'encre s'écoule lentement d'un sac percé et suspendu, recouvrant petit à petit une étoffe ou un papier placé au-dessous. Ces créations in situ de Matsutani tiennent compte de l'espace environnant, avec lequel elles établissent un dialogue silencieux. En 2000, Matsutani crée les décors du spectacle théâtral Blesse, ronce noire de Claude Louis-Combet, présenté du 20 au 26 mai au théâtre d’Évreux.

## Livres d'artistes
- "Matsutani Takesada" de Zéno Bianu et Catherine Zittoun, Éditions Dumerchez - ADN, 2016. Édition à 50 exemplaires avec 2 œuvres originales et 3 sérigraphies (plus une suite de ces 3 sérigraphies), dont 23 enrichis d'une céramique "Igayaki" créée par Matsutani.
- Eshleman, Clayton, Hashigakari, traduit par Eda Takaomi, Éditions Tandem, Belgique/ Estepa, France, 2010. Édition de 25 exemplaires anglais-japonais, 25 anglais-français.
- Jacques de Longeville, Nuées de phrases, avec cinq phototypographies et un dessin préparatoire de Takesada Matsutani, Paris, Bernard-Gabriel Lafabrie éditeur-imprimeur, 2020 [72 ex., bilingue, trad. vers le japonais par H. Tanaka].
- Dominique Grandmont, Le Mot est la moitié de l’interprétation du cri, avec cinq linogravures de Takesada Matsutani, Paris, Bernard-Gabriel Lafabrie éditeur-imprimeur, juin 2018 [72 ex., bilingue, trad. vers le japonais par H. Tanaka].
- White, Kenneth, In the Kansai, Éditions Akié Arichi, Paris, 2009. Édition de 40.
- Shinozaki, Toshiyasu, Une Goutte, traduit par Marie Benedic. Atelier 915, Yokohama, Japon, 2008. Édition de 28.
- Valente, José Angel, Cincos Sones Para Tambor Solo, traduit par Jacques Ancet, Akiko Yamaguchi, Éditions Nitabah, Paris, 2008. Édition de 18 exemplaires espagnol- japonais, 18 espagnol-français.
- Fukutomi, Takeo, Straw Hat, Éditions Estepa, France, 2004. Édition de 250.
- Eshleman, Clayton, Bands Of Blackness, traduit par Eda Takaomi Eda, Jean-Jacques Viton, Éditions Tandem, Belgique/Estepa, France, 2002. Edition de 25 exemplaires anglais-japonais, 25 anglais-français.
- Van Houten, Kate, Streams, traduction Maeno, Monique Pierre, Éditions Galerie Keller, Paris, Pitney Bowes, 1990. Édition de 40 exemplaires, 1990.
- Guillevic, Eugene, Automne, Éditions Nitabah, Paris, 1987. Édition de 24.

## Musées
Certaines de ses œuvres sont conservées dans les musées de Paris (MNAM) - Marseille (musée Cantini) - Boston - Bruxelles - Londres - Manchester - New York - Philadelphie - Vienne.

## Expositions personnelles (sélection)
- 1962 Takesada Matsutani Painting Exhibition, YMCA Annex, Kōbe, Japon.
- 1963 Takesada Matsutani, Pinacothèque Gutai, Osaka, Japon.
- 1965 Takesada Matsutani, Galerie Daiwa, Kōbe.
- 1965 Galerie Kōbe, Kōbe, Japon.
- 1966 Art Series Seven, Galerie Kiyamachi, Kyōto, Japon.
- 1967 Matsutani, The Art of Plastic, Galerie Shinanobashi, Osaka, Japon.
- 1968 Takesada Matsutani, Galerie Zunini, Paris, France.
- 1969 Takesada Matsutani, Galerie Ariadne, Vienne, Autriche.
- 1970 Takesada Matsutani, Galerie Lahumière, Paris, France
- 1970 Takesada Matsutani, Galerie Shinanobashi, Osaka, Japon.
- 1970 Takesada Matsutani, Station Gallery, Tōkyō, Japon.
- 1971 Takesada Matsutani, Galerie Iteza, Kyōto, Japon.
- 1971 Takesada Matsutani, Station Gallery, Tōkyō, Japon.
- 1972 Takesada Matsutani, Galerie Alain Oudin, Paris, France.
- 1972 Takesada Matsutani, Galerie Fujibi, Osaka, Japon.
- 1972 Takesada Matsutani, Galerie Kasahara, Osaka, Japon.
- 1978, Matsutani. Perspectives Japonaises, Galerie Alain Oudin, Paris, France, intervention avec la chorégraphe Karine Saporta.
- 1978 Takesada Matsutani, Works on Paper, Galerie Don Soker-Kaseman / Galerie Upstairs, San Francisco, États-Unis.
- 1979 Takesada Matsutani Galerie Marina Dinkler, Berlin, Allemagne.
- 1979 Takesada Matsutani, Art Space Baku, Fukuoka, Japon.
- 1979 Le Geste de Matsutani, Galerie Ojima, Paris, France.
- 1980 Takesada Matsutani, La Cuvée – Association de l’Art contemporain, Lachassagne, France.
- 1980 Takesada Matsutani, Galerie 212, Miyakonojo, Miyazaki, Japon.
- 1980 Takesada Matsutani, Galerie Motomachi, Kōbe, Japon.
- 1980 Takesada Matsutani, Galerie S-65, Aalst, Belgique.
- 1980 Takesada, Matsutani, Galerie Heide Hildebrand, Klagenfurt, Autriche.
- 1981 Enpitsu ni yoru kuro no sekai [Un monde noir au crayon], Galerie Kaneko Art, Tōkyō, Japon.
- 1982 Enpitsu ni yoru kuro no sekai II [Un monde noir au crayon II], Galerie Kaneko Art and Kaneko Art G1, Tōkyō, Galerie Asahi, Tōkyō, Japon.
- 1982 Takesada Matsutani, Galerie Wetering, Amsterdam, Pays-Bas.
- 1982 Works on Paper, Galerie Don Soker-Kaseman, San Francisco, États-Unis.
- 1982 Takesada Matsutani, Gendaikko Center, Miyazaki, Japon.
- 1983 Stream, Galerie Marina Dinkler, Berlin, Allemagne.
- 1983 Takesada Matsutani, Galerie S-65, Aalst, Belgique.
- 1983 Takesada Matsutani, Gendaikko Center, Miyazaki, Japon.
- 1983 Today’s Artists No. 12: Matsutani Takesada 1981-83, Osaka Contemporary Art Center, Osaka, Japon.
- 1984 Matsutani: Recent Paintings and Drawings, Galerie Don Soker Gallery et Bannam Place, San Francisco, États-Unis.
- 1985 Takesada Matsutani, Galerie Adesso, Ashiya, Japon.
- 1985 Takesada Matsutani, Galerie Faust, Genève, Suisse.
- 1985 Stream, Galerie Monochrome, Aachen, Allemagne.
- 1985 Takesada Matsutani, Gallery Adesso, Ashiya, Japon.
- 1985 Takesada Matsutani, Galeries Kaneko Art et Kaneko Art G1, Tōkyō, Japon.
- 1986 Takesada Matsutani, Contemporary Art Center, Honolulu, États-Unis.
- 1986 Takesada Matsutani, Galerie Marina Dinkler, Berlin, Allemagne.
- 1986 Takesada Matsutani, Galerie Motomachi, Kōbe, Japon.
- 1986 Takesada Matsutani, Gendaikko Center, Miyazaki, Japon.
- 1986 Matsutani: Zrichnungen, Bilder, Objekte, Galerie Japan Art, Francfort, Allemagne.
- 1987 Takesada Matsutani, Espace Galerie Crédit Agricole / Galerie DES-Licearium, Poitiers, France.
- 1987 Matsutani, Galerie Keller, Paris, France.
- 1988 Takesada Matsutani : peintures, installations, Centre d’art contemporain Pablo Neruda, Corbeil-Essonnes, France.
- 1988 Takesada Matsutani, Galerie Marina Dinkler, Berlin, Allemagne.
- 1988 Takesada Matsutani, Galerie Japan Art, Francfort, Allemagne.
- 1989 Searching for a New Trend in Contemporary Art, Art Space Baku, Fukuoka, Japon.
- 1989 Takesada Matsutani, Galerie Adesso, Ashiya, Japon.
- 1989 Takesada Matsutani, Galerie Agi Schöningh, Zurich, Suisse.
- 1989 Europalia ’89, Japan in Belgium: Solo Exhibition, Galerie d'art actuel, Bruxelles, Belgique.
- 1989 Takesada Matsutani, Galerie Ishiyacho, Kyōto, Japon.
- 1989 Stream '89, Galeries Kaneko Art Gallery et Kaneko Art G1, Tōkyō, Japon.
- 1991 Takesada Matsutani, Galerie Keller, Paris, France.
- 1991 Takesada Matsutani, Galerie Motomachi, Kōbe, Japon.
- 1991 Takesada Matsutani, Galerie Japan Art, Francfort, Allemagne.
- 1992 Matsutani Stream-Ashiya -92, Musée d'art et d'histoire de la ville d'Ashiya, Japon.
- 1992 Takesada Matsutani, Galerie Ishiyacho, Kyōto, Japon.
- 1992 Takesada Matsutani, Galerie Kaneko Art et Kaneko Art G1, Tōkyō, Japon.
- 1993 Takesada Matsutrani, Galerie Pascal Polar, Bruxelles, Belgique.
- 1993 Takesada Matsutani, Galerie Rosa Turetsky, Genève, Suisse.
- 1993 Takesada Matsutani, Galerie Vingt-Sept, Toulouse, France.
- 1993 Takesada Matsutani: Works from the 1960s to Today, Musée mémorial d'art Ôtani Nishinomiya, Japon.
- 1994 Matsutani in the 60s, Galerie Tsubaki Modern, Tōkyō, Japon.
- 1995 Stream/Mercuri, Galerie J. Mercuri, Paris, France.
- 1996 Dessin – Objet – Tableau, Galerie Rosa Turetsky, Genève, Suisse.
- 1996 Takesada Matsutani, Galerie Japan Art, Francfort, Allemagne.
- 1996 Takesada Matsutani, Galerie Kaneko Art, Tōkyō, Japon.
- 1997 Matsutani: Waves, Arts Gambetta, Metz, France.
- 1997 Matsutani: Waves, Galerie Cour Carrée, Nancy, France.
- 1997 Matsutani: Waves, Galerie Accostage, Takamatsu, Japon.
- 1998 Année française au Japon, Cloître des Dames Blanches, La Rochelle, France.
- 1998 Année française au Japon, Musée d’Orbigny, Orbigny, France.
- 1998 L’Art dans les chapelles 2000, Saint-Gildas, Carnoët, France.
- 1999 Matsutani’s Prints, 1960-1988, Musée d'art et d'histoire de la ville d'Ashiya, Japon.
- 1999 Takesada Matsutani, Galerie Don Soker, San Francisco, États-Unis.
- 1999 Takesada Matsutrani, Galerie Kaneko Art, Tōkyō, Japon.
- 2000 Bilder, Buchobjekte, und Zeichnungen, Galerie Edition Hundertmark, Cologne, Allemagne.
- 2000 Takesada Matsutani, Galerie Kaneko Art, Tōkyō, Japon.
- 2000 Matsutani Waves, Musée mémorial d'art, Ôtani, Nishinomiya, Japon.
- 2001 Matsutani. Wave 2, Galerie Motomachi, Kōbe, Japon.
- 2001 Matsutani Wave 5, Galerie Takechi, Kumamoto, Japon.
- 2001 Matsutani. Waves Paris-Miyazaki, Gendaikko Museum, Miyazaki, Japon.
- 2002 Takesada Matsutani, Galerie de la région de Cairns, Australie.
- 2002 Matsutani, Recent Works, Galerie Don Soker, San Francisco, États-Unis.
- 2003 Takesada Matsutani, Galerie Guislain États d’Art, Paris, France.
- 2003 Takesada Matsutani, Galerie Hosokawa, Osaka, Japon.
- 2003 Bands of Blackness, Galerie LADS, Osaka/ Galerie Yume, Tōkyō/ Galerie Kaneko Art, Tōkyō, Japon.
- 2004 Galerie Guislain-Etats d'Art, Paris, France.
- 2004 Takesada Matsutani, From 1959 to Present, Galerie Accostage, Takamatsu, Japon.
- 2004 Bands of Blackness, Galerie Hiro Chikashige, Okayama, Japon.
- 2005 Matsutani. Stream of Time, Art Space KAN, Kyōto, Japon.
- 2006 Matsutani. Cercle, Galerie Faider, Bruxelles, Belgique.
- 2007 Matsutani – rétrospective, Centre culturel André Malraux, Agen, France.
- 2007 Matsutani. Cercle, Galerie Guislain États d’Art, Paris, France.
- 2007 Takesada Matsutani, Gendaikko Museum, Miyazaki, Japon.
- 2007 Matsutani. Light in a Line, Galerie Kaneko Art, Tōkyō, Japon.
- 2008 Takesada Matsutani, Galerie Negen Punt Negen, Roeselare, Belgique.
- 2009 Takesada Matsutani, Galerie Friedrich Müller, Francfort, Allemagne.
- 2010 Takesada Matsutani, Galerie Faider, Bruxelles, Belgique.
- 2010 Matsutani Takesada. Stream, Musée d'art moderne, Kamakura, Japon.
- 2010 Takesada Matsutani, Galerie Tsubaki Modern, Tōkyō, Japon.
- 2011 Around the Circle, Cohju Contemporary Art, Kyōto, Japon/ Galerie Horizon, Colera, Espagne.
- 2012 Takesada Matsutani, Espace muséographique George Baccrabère, Institut Catholique de Toulouse, France.
- 2012 Takesada Matsutani, Galerie Jean Greset, Besançon, France.
- 2012 Matsutani – Des années 60 à nos jours, Galerie Jean-Luc et Takako Richard, Paris, France.
- 2012 Takesada Matsutani – Around the Circle 3, Galerie LADS, Osaka, Japon.
- 2012 Takesada Matsutani, Galerie Tsubaki Modern, Tōkyō, Japon.
- 2013 Matsutani. Gutai Spirit Forever, Galerie Jean-Luc et Takako Richard, New York, États-Unis.
- 2013 Takesada Matsutani. A Matrix, Galerie Hauser & Wirth, Londres, Angleterre.
- 2015 Matsutani - Currents, Musée mémorial d'art Ôtani, Nishinomiya, Japon.
- 2015 Takesada Matsutani, Galerie Hauser & Wirth, New York, États-Unis.
- 2016 Takesada Matsutani, Galerie Hauser & Wirth, Zurich, Suisse.
- 2016 Matsutani, Tsubaki Modern Gallery, Tōkyō, Japon.
- 2016 Matsutani's Pencils, Galerie Yvon Lambert, Paris, France.
- 2016 Takesada Matsutani, Yoshiaki Inoue Gallery, Japon.
- 2017 Works on Paper, Japan Art - Galerie Friedrich Müller, Francfort, Allemagne.
- 2017 Takesada Matsutani, Hauser & Wirth, Los Angeles, Etats-Unis.
- 2018 Confluence, Takesada Matsutani, Aliska Lahusen, Musée Manggha, Cracovie, Pologne.
- 2018 Takesada Matsutani, Japan House, Sao Paulo, Brésil.
- 2018 Takesada Matsutani, Selected Works 1972-2017, Bergamin & Gomide Gallery, Sao Paulo, Brésil.
- 2018 Takesada Matsutani, A drop in Time, Hauser & Wirth, Somerset, UK.
- 2019 Matsutani, Centre Pompidou, Musée national d'art moderne, Paris, France.
- 2019 Yohaku, Hauser & Wirth, Zürich, Suisse.
- 2020 Takesada Matsutani : estampes 1967-1977, Les Abattoirs, Toulouse, France.
- 2020 Matsutani, Hauser & Wirth, Hong-Kong.
- 2022 Combine, Hauser & Wirth, New-York.

## Expositions collectives
- 1957 8e Exposition d'Art de la Ville de Nishinomiya (section de Nihonga), Ecole Elementaire Yasui, Nishinomiya, Japon.
- 1958 New Faces Award, 5e Exposition de la Société pour les Beaux-Arts, Musée municipal d'art, Osaka, Japon.
- 1959 6e Exposition de la Société pour les Beaux-Arts, Musée municipal d'art, Osaka, Japon. Prix et invitation à devenir membre associé.
- 1959 Shuji Mukai and Takesada Matsutani, Makita Mingei, Osaka, Japon.
- 1960 9e exposition Gutai, grand magasin Takashimaya, Osaka, Japon.
- 1960 7th Society for the New Fine Arts, Musée municipal d'art d'Osaka, Japon.
- 1961 10e exposition Gutai, grand magasin Takashimaya, Osaka, Japon.
- 1962 11e exposition Gutai, grand magasin Takashimaya, Osaka, Japon.
- 1962 Exposition inaugurale de la Pinacothèque Gutai, Osaka, Japon.
- 1963 Gutai bijutsu shinsaku ten [Exposition de nouvelles œuvres Gutai], Pinacothèque Gutai, Osaka, Japon.
- 1963 12e exposition Gutai, grand magasin Takashimaya, Tōkyō, Japon.
- 1963 13e exposition Gutai, grand magasin Takashimaya, Osaka, Japon. 1968-1970 Paris Biennale de l'Estampe.
- 1964 14e exposition Gutai, grand magasin Takashimaya, Osaka, Japon.
- 1964 Gutai, exposition de petits formats, grand magasin Takashimaya, Osaka, Japon.
- 1964 Nippon Independents, Musée d'art contemporain, Tōkyō, Japon.
- 1964 Gutai bijutsu shohin ten [Gutai, exposition de petits formats], Pinacothèque Gutai, Osaka, Japon.
- 1964 Gutai bijutsu shinsaku ten [Gutai, exposition de nouveaux travaux], Pinacothèque Gutai, Osaka, Japon.
- 1965 Five Gutai Artists in Kōbe, Galerie Daiwa, Kōbe, Japon.
- 1965 15e exposition Gutai, Pinacothèque Gutai, Osaka, Japon.
- 1965 16e exposition Gutai, grand magasin Keio, Tōkyō, Japon.
- 1965 Groupe Gutai, Galerie Stadler, Paris, France / Mickery Arthous, Loenersloot, Pays-Bas / Kölnischer Kunstverein, Cologne, Allemagne.
- 1965 Gutai bijutsu shohin ten [Gutai, exposition de petits formats], Pinacothèque Gutai, Osaka, Japon.
- 1966 NUL 1966 Art Exhibition (Nul Negentienhonderd zesenzestig), Galerie Internationale Olez, La Hague, Pays-Bas.
- 1966 Exposition de trois artistes : Mukai, Matsutani, Maekawa, Pinacothèque Gutai, Osaka, Japon.
- 1966 2e Salon International des Galeries Pilotes, Musée Cantonal des Beaux-Arts Palais de Rumine, Lausanne, Suisse.
- 1966 17e exposition Gutai, Pinacotheque Gutai, Osaka / grand magasin Takashimaya, Yokohama, Japon.
- 1966 Pura.ato ten [The Art of Plastic], Shinanobashi Gallery, Osaka, Japon.
- 1966 Gutai bijutsu shohin ten [Gutai, exposition de petits formats], Galerie Taikodō, Kōbe, Japon.
- 1966 Première compétition artistique du Mainichi, Musée Municipal d'Art, Kyōto, Japon.
- 1967 11-kai Mainichi senbatsu bijutsu-ten [11ème exposition d'art du Mainichi], grand magasin Daimaru, Kyōto, Japon.
- 1967 Gutai Small Works Exhibition in Holland, Design House, Rotterdam, Pays-Bas.
- 1967 18e exposition Gutai, Pinacothèque Gutai, Osaka, Japon.
- 1967 Gutai Group Osaka Japan, Experiment Studio, Rotterdam, Pays-Bas.
- 1967 Gutai Group Exhibition, Galerie Heide Hildebrand, Klagenfurt, Autriche.
- 1967 19e exposition Gutai, Pinacothèque Gutai, Osaka/Musée métropolitain d'art, Tokyō, Japon.
- 1968 20e exposition Gutai, Pinacothèque Gutai, Osaka, Japon.
- 1968 21e exposition Gutai, Pinacothèque Gutai, Osaka, Japon.
- 1968 23e Salon des Réalités Nouvelles, Musée d’art moderne de la ville de Paris, France.
- 1968 1re Biennale internationale de l’estampe, Musée d’art moderne de la ville de Paris, France.
- 1968 52e exposition annuelle de la Société des peintres-graveurs canadiens, Bibliothèque de l'Hōtel de Ville, Toronto, Canada.
- 1968 1a Exposicion Internacional del Grabado et VII Premio Internacional de Dibujo Joan Miro, Palais de la Virreina, Barcelone, Espagne.
- 1968 6e exposition internationale d'art graphique, Europahaus, Vienne, Autriche.
- 1968 Takesada Matsutani, Mitsu Sugai, Galerie Zunini Paris, France.
- 1968 Peintres japonais, Galerie Argos, Nantes, France.
- 1968 1re Biennale Internationale d’Alençon, Galerie de la Halle du Prés, Alençon, France.
- 1968 1re biennale internationale de gravure de Grande-Bretagne, Galerie d'art de Cartwright Hall, Bradford, Royaume-Uni.
- 1968, Atelier Nord, Oslo, Norvège.
- 1968 Gutai bijutsu shohin ten [Gutai, exposition de petits formats], Mini Pinacothèque Gutai, Osaka, Japon.
- 1969 25 Artists from Atelier 17, Musée d'art moderne, Haifa / Musée Negev, Beer-Shava, Israël.
- 1969 25e Salon de Mai, Musée d’art moderne de la Ville de Paris, France.
- 1969 Exposition internationale d'arts graphiques, Galerie d'art moderne, Ljubljana, Slovénie.
- 1969 53e exposition annuelle de la société des peintres et graveurs canadiens, Bibliothèque de l'hōtel de ville, Toronto, Canada.
- 1969 7e exposition internationale d'art graphique, Europahaus, Vienne, Autriche. Troisième Prix.
- 1969 1re Exposition internationale de gravure, Palais de la Virreina, Barcelone, Espagne.
- 1969 Gutai bijutsu shohin ten [Gutai, exposition de petits formats], Pinacothèque Gutai, Osaka, Japon.
- 1970 Gen Gutai Pinakoteka Saishū Ten [Exposition finale de la Pinacothèque Gutai originale], Pinacothèque Gutai, Osaka, Japon.
- 1970 3e biennale internationale d'arts graphiques, Cracovie, Pologne.
- 1970 Expo ’70, exposition par le groupe Gutai à l'entrée du Pavillon Midori, Osaka, Japan.
- 1970 Exposition internationale de gravure, Musée de Brooklyn, New York, États-Unis.
- 1970 2e Biennale internationale de l’estampe, Musée d’art moderne de la ville de Paris, France.
- 1970 3e Salon International des Galeries Pilotes, Musée cantonal des beaux-arts / Musée d’art moderne de la Ville de Paris, Lausanne, Suisse / Paris, France.
- 1970 1re Biennale américaine de gravure, beaux-arts, Santiago, Chili.
- 1970 4e Exposition préliminaire du Festival d'art japonais, Musée d'art moderne, Munich, Allemagne.
- 1970 7e Biennale internationale de gravures, Musée national d'art moderne, Tōkyō, Japon.
- 1970 XIX, Musée espagnol d'art contemporain, Madrid, Espagne.
- 1971 10th Contemporary Japanese paintings exhibition, Musée d'art contemporain de Tōkyō, Musée municipal d'art de Kyōto, Centre culturel d'Aichi, Japon.
- 1971 Japan Art Festival, Musée d'art moderne/Palais des beaux-arts, Rio de Janeiro, Brésil / Milan, Italie.
- 1971 42nd Northwest Printmakers International Exhibition, Musée d'art de Seattle, États-Unis.
- 1971 10-kai Gendai nihon-bijutsu ten [10e exposition de peinture contemporaine japonaise], Musée métropolitain d'art, Tōkyō, Japon (exposition itinérante).
- 1971 Exposition internationale de gravures '71, Galerie Moderne, Ljubljana, Slovénie.
- 1971 Prix Europe de peinture, Casino-Kursaal, Ostende, Belgique.
- 1971 Konnichi no 100-nin ten [100 artistes d'aujourd'hui, Musée d'art moderne de la préfecture de Hyōgo, Kōbe, Japon.
- 1971 Gutai bijutsu shohin ten [Gutai, exposition de petits formats], Mini Pinacothèque Gutai, Osaka, Japon.
- 1972 13e Salon Grands et Jeunes d’Aujourd’hui, Grand Palais, Paris, France.
- 1972 Gutai bijutsu 17-nen no kiroku [17 ans d'art Gutai], Mini Pinacothèque Gutai, Osaka, Japon.
- 1972 Biennale d'arts graphiques d'Ibiza '72, Musée d'art contemporain, Ibiza, Espagne.
- 1972 3e exposition internationale de dessins originaux, Galerie moderne de Rijeka, Croatie.
- 1972 4e biennale internationale d'arts graphiques, Musée Narodowe, Cracovie, Pologne.
- 1972 3e biennale internationale de gravure de Grande-Bretagne, Galerie d'art de Cartwright Hall, Bradford, Royaume-Uni.
- 1972 '36 Exposition internationale d'arts graphiques d'aujourd'hui, Biennale de Venise, Galerie internationale d'art moderne, Ca'Pesaro, Venise, Italie.
- 1972 1re Biennale internationale d'arts graphiques de Norvège, Bibliothèque de Fredrikstad, Norvège.
- 1972 S.W. Hayter, Prints from Atelier 17, Paris, Galerie Yager, Birdwick College, New York, États-Unis.
- 1972 18e Exposition internationale de gravure, Musée de Brooklyn, New York, États-Unis.
- 1973 1re Biennale internationale britannique de dessin, Musée de Teesside, Royaume-Uni.
- 1973 Japanese Prints of Today, Galerie d'art de l'hōtel de ville, Boston, États-Unis.
- 1973 1re Compétition mondiale du College des arts et arts appliqués de Californie, Musée d'art de San Francisco, États-Unis.
- 1973 Takesada Matsutani and Teizo Ogaki, galerie Lumley Cazalet, Londres, Royaume-Uni.
- 1974 4e exposition internationale de dessins originaux, Galerie moderne de Rijeka, Croatie.
- 1974 4e Biennale internationale de gravure de Grande-Bretagne, Galerie d'art de Cartwright Hall, Bradford, Royaume-Uni.
- 1974 2e Biennale internationale d'arts graphiques de Norvège, Bibliothèque de Fredrikstad, Norvège.
- 1974 The artist as Selector, Galerie Oxford, Oxford, United Kingdom.
- 1974 Takesada Matsutani and S.W. Hayter, Galerie Tor Road, Kōbe, Japon.
- 1974 Exposition de gravure japonaise contemporaine, Musée d'art moderne, Mexico, Mexique.
- 1974 5e Biennale internationale d'arts graphiques, Musée Narodowe, Cracovie, Pologne.
- 1974 Biennale d'arts graphiques d'Ibiza '74, Musée d'art contemporain, Ibiza, Espagne.
- 1975 2e Biennale internationale de gravure de Miami, Musée métropolitain d'art/Centre d'art, Miami, États-Unis.
- 1975 Young Artists: YA17, Union Carbide Building, New York, États-Unis.
- 1975 Exposition internationale d'arts graphiques, Galerie Moderne, Ljubljana, Slovénie.
- 1975 Graphica Creativa ’75, Musée Alvar Aalto, Jyväskylä, Finlande.
- 1976 5e biennale internationale de gravure de Grande-Bretagne, Galerie d'art de Cartwright Hall, Bradford, Royaume-Uni.
- 1976 5e exposition internationale de dessins originaux, Galerie moderne de Rijeka, Croatie.
- 1976 3e Biennale internationale d'arts graphiques de Norvège, Bibliothèque de Fredrikstad, Norvège.
- 1976 4e Biennale d'arts graphiques, Frechen, Allemagne.
- 1976 Gutai-bijutsu no 18-nen [Art Gutai, 18 ans], Galerie de la préfecture d'Osaka, Japon.
- 1976 6e biennale internationale d'arts graphiques, Musée Narodowe, Cracovie, Pologne.
- 1977 Exposition internationale d'arts graphiques, Galerie Moderne, Ljubljana, Slovénie.
- 1977 1re compétition mondiale du Collège des arts et arts appliqués de Californie, Musée d'art de San Francisco, États-Unis.
- 1978 Surrealism 1978, Its One-Hundred-Year History, Centre d'art de Milwaukee, États-Unis.
- 1978 Junij ‘78, Galerie moderne, Ljubljana, Slovénie / Collegium Artisticum, Sarajevo, Bosnie-Herzégovine.
- 1978 4e Biennale internationale d'arts graphiques de Norvège, Bibliothèque de Fredrikstad, Norvège.
- 1978 2e Biennale internationale de l’estampe, Château de l’Ermitage, Condé-sur-l’Escaut-Bon-Secours, Belgique.
- 1978 S. W. Hayter, Exhibition of Atelier 17, Paris, Galerie de l'Université de Géorgie, Athens, États-Unis.
- 1978 7e Biennale internationale d'arts graphiques, Musée Narodowe, Cracovie, Pologne.
- 1979 Prints from Paris, 9 Contemporary Printmakers, Ecole Ruskin de dessin et beaux-arts, Université d'Oxford, Royaume-Uni.
- 1979 Exposition de gravure contemporaine japonaise, Musée d'art de San José, États-Unis.
- 1979 6e Biennale internationale de gravure de Grande-Bretagne, Galerie d'art de Cartwright Hall, Bradford, Royaume-Uni.
- 1979 Exposition internationale d'arts graphiques '79, Galerie Moderne, Ljubljana, Slovénie.
- 1979 Livres d’artistes, Galerie NRA, Paris, France.
- 1979 Yoshihara Jiro to Gutai no sonogo [Jirō Yoshihara et aspects de Gutai aujourd'hui], Musée d'art moderne de la préfecture de Hyōgo, Kōbe, Japon
- 1979 Art Now ’79, Musée d'art moderne de la préfecture de Hyōgo, Kōbe, Japon.
- 1980 Obliques et angles, Galerie Alain Oudin, Paris, France.
- 1980 Junij ‘80, Galerie moderne, Ljubljana, Slovénie.
- 1980 2e Biennale internationale de gravure de Listowel, Saint Patrick Hall, Listowel, Irlande.
- 1980 Hokusai’s Enkel, Galerie Marina Dinkler, Allemagne.
- 1980 Gravures contemporaines japonaises, Espace Pierre Cardin, Paris, France.
- 1980 7e exposition internationale de dessins originaux, Galerie moderne de Rijeka, Croatie.
- 1980 8e biennale internationale d'arts graphiques, Musée Narodowe, Cracovie, Pologne.
- 1981 2-kai Kokusai inpakuto ato fesutibaru [2e festival international d'art Impact '81], Musée municipal d'art, Kyōto, Japon.
- 1981 Exposition internationale d'arts graphiques, Galerie Moderne, Ljubljana, Slovénie.
- 1981 Art Now 1970-1980, Musée d'art moderne de la préfecture de Hyōgo, Kōbe, Japon.
- 1981 On paper, Maison des arts, Göteborg, Suède.
- 1982 Sols, voûtes, espaces entre deux, American Center, Paris, France.
- 1982 9e Biennale internationale de gravure, Pavillon Ekspozycja, Cracovie, Pologne.
- 1982 Kindai-nippon no bijutsu: 1945-nen-ikou Shozo-sakuhin ni yoru zenkan-chinretsu Kaikan 30-shunen kinen-ten 1 [exposition du 30e anniversaire des collections du musée: art moderne japonais, 1945–, Première partie], Musée national d'art moderne, Tōkyō, Japon.
- 1982 8e exposition internationale de dessins originaux, Galerie moderne de Rijeka, Croatie.
- 1983 Un regard sur l’art japonais d’aujourd’hui, Musée Rath, Genève, Suisse.
- 1983 4-kai Kokusai inpakuto ato fesutibaru [4e festival International d'at Impact ’83], Musée municipal d'art de Kyōto, Japon.
- 1983 1re Exposition chinoise internationale de gravure, Musée des beaux-arts de Taipei, Taiwan.
- 1984 9e exposition internationale de dessins originaux, Galerie moderne de Rijeka, Croatie.
- 1984 7e biennale internationale d'arts graphiques de Norvège, Bibliothèque de Fredrikstad, Norvège.
- 1984 2 Gendai-bijutsu 5-nin ten: Horio Sadaharu, Miyazaki Toyoharu, Matsutani Takesada, Chung Sang-Hwa, Yamaguchi Makio [2e exposition d'art contemporain de 5 artistes], Galerie Tor Road Gallery, Kōbe, Japon.
- 1984 Salon d’automne, Lyon ’84, les Halles de la ville de Lyon, France.
- 1984 Livres d’artistes, Galerie Caroline Corre, Paris, France.
- 1984 10e biennale internationale d'arts graphiques, Musée Narodowe, Cracovie, Pologne.
- 1984 Kyoto Municipal Museum of Art, ‘5 Kokusai inpakuto ato fesutibaru [5e festival international d'art Impact ’84], Kyōto, Japon.
- 1984 Kansai, Gendai sakka no kiseki: Gendai-bijutsu 1950–1970 [Kansai, Trajectoires d'artistes contemporains: art contemporain 1950-1970], grand magasin Seibu, Osaka, Japon.
- 1985 Endai-hanga no kiseki [Trajectoires de la gravure contemporaine], Musée d'art de la préfecture de Fukushima, Japon.
- 1985 International art collection Junij, and successive experimental exhibitions of Junij, Galerie moderne, Ljubljana, Slovénie.
- 1985 Takesada Matsutani & Aliska Lahusen, Galerie Rosa Turetsky, Genève, Suisse.
- 1985 30 ans de rencontres, de recherches, de partis-pris, 1955–1985, Galerie Stadler, Paris, France.
- 1985 Nippon no hanga [Gravure japonaise], Musée des beaux-arts de la préfecture de Tochigi, Utsunomiya, Japan.
- 1985 Gravure, grands formats, Musée d’art moderne de la Ville de Liège, Belgique.
- 1985 Jiro Yoshihara and Gutai 1954-1972, Centre civique d'Ashiya, Japon.
- 1985 6-kai Kokusai inpakuto ato fesutibaru [6e festival International d'art Impact ’85], Musée municipal d'art, Kyōto, Japon.
- 1985 Grupo Gutai: Pintura y Acción, Musée espagnol d'art contemporain, Madrid, Espagne (exposition itinérante).
- 1986 Brigitte Cardinal & Takesada Matsutani, Galerie Raymond Cordier, Paris, France.
- 1986 10e exposition Internationale de Dessin Original, Moderna Galerija de Rijeka, Croatie.
- 1986 Présence des formes, Les Angles, Avignon, France.
- 1986 Gendai no shiro to kuro [Noir et blanc aujourd'hui], Musée d'art moderne, Saitama, Japon.1986 11e Biennale internationale de gravure, Pavillon Ekspozycja, Cracovie, Pologne.
- 1987 1986 Japon Passé-Present, Centre de la Vieille Charité / Musée Cantini, Marseille, France.
- 1987 Ephémère, chapelle Saint-Louis de la Salpétrière, Paris, France.
- 1987 Présence des formes, The Architect, Les Angles, Avignong, France.
- 1988 Guillevic avec les autres, Médiathèque municipale, Avignon, France.
- 1988 43e salon de Mai, Grand Palais, Paris, France.
- 1988 Gendai Nihon bijutsu no doko–kaiga part 2 [Un courant de l'art contemporain au Japon - peinture, deuxième partie], Musée d'art moderne, Toyama, Japon.
- 1988 11e exposition internationale de dessins originaux, Galerie moderne de Rijeka, Croatie.
- 1988 Livres objets, Centre artistique de Vire, France.
- 1989 Europalia '89 : Japan in Belgium: Takesada Matsutani and Seiji Onishi, Galerie Pascal Polar, Bruxelles, Belgique.
- 1989 Dessin de Sculpteur, Galerie Patrick, Vannes, France.
- 1989 Matsutani & Matsuo, Galerie Nouveaux, Pusan, Corée.
- 1989 Hiroshima, Musée municipal d'art contemporain, Hiroshima, Japon.
- 1990 Atelier Nord, Galerie Anne Breivik, Oslo, Norvège.
- 1990 45e salon de mai, Grand Palais, Paris, France.
- 1990 Dess(e)in de sculpteur, Galerie municipale Édouard Manet, Gennevilliers, France.
- 1990 Giappone all’avanguardia, il Gruppo Gutai negli anni Cinquanta, Galerie nationale d'art moderne, Rome, Italie.
- 1990 Gutai: Mikan no zenei shudan [Gutai: The Avant-Garde Group Unfinished], Musée d'art Shōtō, Tōkyō, Japon.
- 1990 Osaka Triennale 1990 International Competition, MyDome, Osaka, Japon.
- 1991 Point de Vue : tradition et avant-garde japonaises, Galerie 16, Paris, France.
- 1991 Takesada Matsutani & Kate Van Houten, Installation Stream-Mortagne, Crypte de Toussaint, Mortagne-au-Perche, France.
- 1991 Kaiga no bokenshatachi "Gutai" [Aventuriers de la peinture "Gutai"], Musée d'art de Fukuoka, Japon.
- 1992 Gutai bijutsu kyokai no sakkatachi [Artistes de l'Association Gutai], Musée d'art de la préfecture de Miyagi, Sendai, Japon.
- 1992 Livres d’artistes, Galerie Keller, Paris, France.
- 1992 Drawing in the 90s, Musée d'art de Katonah, New York, États-Unis.
- 1993 Gutai II: 1959–1965, Musée d'art et d'histoire de la ville d'Ashiya, Japon.
- 1993 Gutai Suite, Palais des beaux-arts, École des beaux-arts, Galerie Vingt-sept, Toulouse, France.
- 1993 Gutai III: 1965–1972, Musée d'art et d'histoire de la ville d'Ashiya, Japon.
- 1993 7 artistes japonais de Paris: Toshimitsu Imai, Bukichi Inoue, Tetsumi Kudo, Takesada Matsutani, Satoru Sato, Takashi Naraha et Yasukazu Tabuchi, Centre culturel Noroit, Arras, France.
- 1993 11 Japanese Artists in Europe, Galerie Janus Avivson, Londres, Royaume-Uni.
- 1993 Challenge of Art After the War: Jiro Yoshihara and the Gutai Group, Musée d'art de Ehime, Matsuyama, Japon.
- 1994 Signe–Langage–Peinture, Galerie Akié Arichi, Paris, France.
- 1994 Kansai no bijutsu [Art du Kansai 1950–1970], Musée d'art moderne de la préfecture de Hyōgo, Kōbe, Japon.
- 1994 Jikan/Bijutsu: 20-seiki bijutsu ni okeru jikan no hyogen [Temps/art : expression de l'art du {{20e}} siècle], Musée d'art moderne, Shiga, Japon.
- 1995 Takesada Matsutani & Horio Sadaharu, Galerie Vingt-sept, Toulouse, France.
- 1996 20-seiki heno yokan - Nippon no gendai bijutsu 50-nin ten [Exposition de 50 artistes japonais contemporains], Musée Navio, Osaka, Japon.
- 1996 Relaciones, 10 artists from 3 continents, Musée d'art contemporain et de design, San Jose, Costa Rica.
- 1996 Hanga no 1970-nendai [Gravures des années 1970], Musée d'art Shoto, Tōkyō, Japon.
- 1996 Mémoire de la Mer, La Halle aux grains, Mortagne-au-Perche, France.
- 1996 Chimériques polymères, le plastique dans l’art contemporain, Musée d’art moderne, Nice, France.
- 1996 Sengo-bijutsu no danmen ten Hyogo-kenritsu-bijutsukan-shozo Yamamura korekushon kara [Exposition d'art d'après-guerre de la collection Yamamura au Musée d'art moderne de la préfecture de Hyōgo], Musée municipal d'art, Chiba, Japan.
- 1997 Takesada and Suga Kishio, Galerie Kaneko Art, Tōkyō, Japon.
- 1997 Traces dans le temps, Galerie Akié Arichi, Paris, France.
- 1997 Artistes japonais contemporains, Espace Bateau-Lavoir, Paris, France.
- 1997 Juryoku-Sengo-Bijutsu no zahyo-jiku [Gravity – Axis of Contemporary Art], Musée national d'art, Osaka, Japon.
- 1998 Matsutani & Kanno: Monochromes, Palais des Congrès, Paris / Centre culturel, Le Mans, France.
- 1998 Takesada Matsutani and Sadaharu Horio, Art contemporain du Japon : la tentation du blasphème, Espace Écureuil, Toulouse / Galerie Le Rire bleu, Figeac, France.
- 2001 An artist from France Meets Two Japanese Contemporaries - The Renaissance of Black and White, Konishi House, Osaka, Japon.
- 2004 Resounding Spirit, Japanese Contemporary Art of the 1960s, Musée d'art, Université de l'État de New York, Potsdam, États-Unis.
- 2012 Gutai: The Spirit of an Era, Centre national des arts, Tōkyō, Japon.
- 2013 Gutai: Splendid Playground, Musée Solomon R. Guggenheim, New York, États-Unis.
- 2014 Antoni Tapies, Dominique Coffignier, James Coignard, Takesa Matsutani, La Grande Galerie, La Fabrique, Savasse, France
- 2015 Nouvelle présentation des collections modernes (1905-1965), Centre Pompidou, Paris, France.
- 2015-2016 A Feverish Era in Japanese Art : Expressionism in the 1950’s and 1960’s, BOZAR, Bruxelles, Belgique.
- 2017 Viva Arte Viva, 57e Biennale de Venise, Italie.
- 2018 Dō, Kate Van Houten, Aliska Lahusen, Takesada Matsutani, Marta Shefter Gallery, Cracovie, Pologne.
- 2018 Une question de temps, Matsutani, Novotny, Verjux, Galerie Jean Brolly, France.
- 2018 16 artistes de l'avant-garde japonaise (de 1958 à 1972), Galerie F. Hessler, Luxembourg.
- 2018 Gutai, L'espace et le temps, Musée Soulages, Rodez, France.
- 2019 Horio Sadaharu, Kanno Ritsuwo, Pontereau Daniel, Matsutani Takesada, Galerie Shimada, Kōbe, Japon.
- 2020 今こそＧＵＴＡＩ 県美の具体コレクション [Now is the time for Gutai, Gutai collection of the Museum], exposition spéciale du 50ème anniversaire, Hyōgo Prefecture Museum of Modern Art, Kōbe, Japon.
- 2021 Belgeonne, Matsutani, Between Friends, Galerie Faider, Bruxelles, Belgique.
- Takesada Matsutani, Kate Van Houten, Daniel Pontereau, Baioku Taguchi, Kinoshita House, Kōbe, Japon.